# Why Not Sneeze Rose Sélavy?
 (septembre 2019).
Si vous disposez d'ouvrages ou d'articles de référence ou si vous connaissez des sites web de qualité traitant du thème abordé ici, merci de compléter l'article en donnant les références utiles à sa vérifiabilité et en les liant à la section « Notes et références ».
Why Not Sneeze Rose Sélavy? - titre en anglais signifiant littéralement « Pourquoi ne pas éternuer ? » - est une boîte réalisée par Marcel Duchamp en 1921 et considérée comme l'un de ses ready-mades. Il s'agit de 152 petits blocs de marbre blanc imitant des carrés de sucre et placés dans une cage à oiseaux où l'artiste glisse aussi un os de seiche et un thermomètre. Commandée par la sœur de Katherine Dreier, l'œuvre est revendue à Henri-Pierre Roché, lequel la cède à son tour à Walter Conrad Arensberg en 1936, année où elle figure dans l'exposition artistique surréaliste organisée par Charles Ratton à Paris.
Le titre reprend le nom de Rose ou Rrose Sélavy, figure fictive de l’œuvre surréaliste de Marcel Duchamp.